# Team Spirit (televisieserie)
Team Spirit is een Vlaamse televisieserie gebaseerd op de film Team Spirit van Jan Verheyen uit 2000. De VTM-serie werd geregisseerd door Christophe Van Rompaey en het scenario was van Dimitri Leue (beide seizoenen) en Piet Baete (seizoen 1). Het eerste seizoen van de televisieserie uit 2003 borduurt voort op de film en wordt in de verhaallijn chronologisch gevolgd door de tweede langspeelfilm, Team Spirit 2. Het tweede seizoen van de televisieserie beëindigt de cyclus.
De komisch-dramatische televisieserie gaat over het leven van voetballers die in een klein ploegje bij het liefhebbersverbond spelen.
In 2005 haalde het tweede seizoen gemiddeld meer dan 500.000 kijkers.
In december 2024 werd bekend gemaakt dat Jan Verheyen aan een vervolg werkt op de Vlaamse Team Spirit-film. De voltallige cast zou terugkeren. Later werd meegedeeld dat Tom Van Landuyt en Mathias Sercu hun vertrouwde rollen niet terug opnemen. Gert Winckelmans en Luc Nuyens nemen respectievelijk de rollen van Van Landuyt en Sercu over. 
In Team Spirit: NextGen maken de hoofdpersonages van toen, die intussen tienerkinderen hebben, een tijdsprong van 25 jaar. Dit derde deel draait om een meidenploeg met onder meer de dochters van de personages.
De release in de Vlaamse zalen staat gepland op 22 oktober 2025.

## Rolverdeling

#### Legende
- Groen: hoofdpersonage
- Oranje: nevenpersonage
- Grijs: komt niet voor

| Acteur                   | Personage              | Seizoenen | Seizoenen | Beschrijving                                                  |
| Acteur                   | Personage              | 1         | 2         | Beschrijving                                                  |
| ------------------------ | ---------------------- | --------- | --------- | ------------------------------------------------------------- |
| Tom Van Landuyt          | Eric Bogaert           | •         | •         | Kapitein van de ploeg, werkt bij Sportland                    |
| Geert Hunaerts           | Vic Schouten           | •         | •         | Speler van de ploeg, werkt als filosoof                       |
| Dimitri Leue             | Jean-Marc Kestermans   | •         | •         | Speler van de ploeg, werkt als politieman                     |
| Michael Pas              | Stef Vannieuwenhuyse   | •         | •         | Speler van de ploeg, werkt bij Sportland                      |
| Mathias Sercu            | Jos De Paepe           | •         | •         | Doelman van de ploeg, werkt in zijn tuincentrum 't Kabouterke |
| Axel Daeseleire          | Franky Leemans         | •         | •         | Speler van de ploeg, werkt in The Naked Truth                 |
| Warre Borgmans           | Geert Verstrepen       | •         | •         | Partner van Eric, werkt bij de radio                          |
| Sandrine André           | Inge                   | •         | •         | Partner van Vic, werkt als stripster                          |
| Ini Massez               | Veronique Van de Walle | •         | •         | Partner van Jean-Marc, werkloos                               |
| Hilde De Baerdemaeker    | Katia Van de Walle     | •         | •         | Partner van Stef, werkt in een elektrozaak                    |
| Anne Denolf              | Rita                   | •         | •         | Partner van Jos, werkt in 't Kabouterke                       |
| Tania Kloek              | Nancy                  | •         | •         | Partner van Franky, werkloos                                  |
| Ellen Van Cutsem         | Sofieke                | •         | •         | Dochter van Jos en Rita                                       |
| Annelies Van Den Bossche | Marieke                | •         | •         | Dochter van Jos en Rita                                       |
| Vic De Wachter           | Frederik Schouten      | •         | •         | Vader van Vic                                                 |
| Veerle Dejonghe          | Linda                  | •         |           | Zus van Nancy                                                 |
| Jan Van Looveren         | Ivan                   | •         |           | Baas van The Naked Truth, waar Franky en Inge werkten         |
| Koen De Graeve           | Brickx                 |           | •         | Collega van Jean-Mark bij de politie                          |
| Frank Focketyn           | Luc                    |           | •         | Psychiater en vader van een ploegmaat van Juan                |
| Karlijn Sileghem         | Sara                   |           | •         | Partner van Luc en moeder van een ploegmaat van Juan          |
| Peter Van den Begin      | Eddie                  |           | •         | Speler van The Buffalo Boys                                   |
| Filip Peeters            | Ronnie                 |           | •         | Speler van The Buffalo Boys                                   |
| Laury Mokamba            | Juan                   |           | •         | Adoptiezoon van Franky en Nancy                               |
| Veerle Malschaert        | Rina                   |           | •         | Secretaresse en minnares van Stef                             |
| Adriaan Van den Hoof     | Vandenberg Jr.         |           | •         | Baas van Sportland waar Stef, Eric en Rina werken             |
| Marc Van Eeghem          | Charel                 |           | •         | Speler van The Buffalo Boys                                   |
| An Van Gijsegem          | Kelly                  |           | •         | Dochter van Eddie, die haar vader vaak in bedwang moet houden |
| Eric Van Herreweghe      | Franky                 |           | •         | Persoon bij wie Franky en Nancy de adoptie aanvraagden        |
| Simon Pas                | David                  |           | •         | Zoon van Stef en Katia                                        |

### Gastoptredens
- In seizoen één maakte Wim Willaert een gastoptreden als gids in het stadion van Club Brugge.
- In seizoen twee maakte Bruno Vanden Broecke een gastoptreden als klant in tuincentrum 't Kabouterke. Hij kocht hier een cactus. Jaren later speelde hij in Wat als? opnieuw een sketch met een cactus, wat een verwijzing was naar deze scène.
- In seizoen twee maakte Stany Crets een gastoptreden als zichzelf. Hij speelde mee in een reclamespot van Sportland.